# Pint of Science
O Pint of science é um festival anual de divulgação científica criado em 2013 por Michael Motskin e Praveen Paul em Londres. Na atual configuração, o evento acontece por três noites seguidas e em mais de uma centena de cidades espalhadas pelo mundo.
O Pint of Science, pode ser visto como parte de um movimento que busca tirar a ciência de dentro dos laboratórios e centros de pesquisas visando proporcionar um debate público sobre temas científicos. No Brasil, o festival acontece desde 2015.